# The Operative: No One Lives Forever
The Operative: No One Lives Forever (скорочено NOLF) — відеогра жанру шутер від першої особи, створена компанією Monolith Productions і випущена в продаж компанією Fox Interactive 9 листопада 2000 року. 2002 року вийшов сіквел No One Lives Forever 2: A Spy In HARM's Way, 2003 року — доповнення «Contract JACK».

## Ігровий процес
The Operative: No One Lives Forever — сюжетна відеогра в жанрі шутер від першої особи та стелс. Сетинг стилізований під 1960-ті роки. Гравець керує шпигункою Кейт Арчер, колишньою злодійкою, яка нині працює на організацію UNITY (укр. ЄДНІСТЬ). Дія сюжету розгортається в різних частинах світу, від США до Німеччини, де вона потрапляє в екстремальні ситуації, від підводного плавання затонулим кораблем до вільного падіння з літака без парашута, і навіть бореться з лиходіями на космічній станції у відкритому космосі. Більшість місій можна пройти різними способами: або скрадатися біля ворогів, або напролом, або з допомоги шпигунських пристроїв. Противники чутливі до шуму, звертають увагу на сліди та залишені тіла.
У деяких місіях Кейт Арчер може їздити на мотоциклі або снігоході. В окремих завданнях необхідно перемогти боса. Гравець може проходити гру як стелс та підслуховувати кумедні діалоги неігрових персонажів (охоронців, учених, цивільних), інколи розмовляти з ними. У деяких кат-сценах є вибір реплік у діалогах.
У грі є широкий асортимент зброї як справжньої (Walther P-38, S&W Model 60, Luger P08, De Lisle, Walther MP, АК-47, Sterling L2, гарпун, арбалет, гранатомет М79, снайперська гвинтівка Драгунова), так і вигаданої (лазерний пістолет, портфель-ракетниця, гвинтівка-гранатомет «Коректор Бакалова»). Деякі з видів зброї можна заряджати різними типами набоїв: стандартні; експансивні, та фосфорні. На деякі можна встановлювати глушники та приціли.
Особливістю відеогри є різноманітні шпигунські пристрої, які замасковані під звичайні жіночі аксесуари. Наприклад, помада це вибуховий пристрій, парфуми містять снодійний, осліплюючий та кислотний гази, шпилька є відмичкою та отруєною голкою, сонцезахисні окуляри — маленький фотоапарат і детектор наземних мін та інфрачервоних променів, пряжка поясу містить всередині трос-кішку. Інші — порошок для знищення тіл, роботизований пудель для відволікання сторожових собак, портфель-ракетниця, запальничка-паяльник. Усі гаджети винаходить головний вчений Санта в лабораторії «Майстерня Санти» в штаб-квартирі UNITY. Крім того, є звичайні монети, які можна кинути та спантеличити ворогів, щоби непомітно прокрастися повз охоронців.
У місіях гравцю траплятимуться різні предмети з інформацією: конверти, портфелі, записки, папки тощо. Зібравши їх можна більше дізнатися про сюжет, чи отримати підказки, чи почитати кумедні зауваження. Їх кількість обмежена на кожну локацію й збирати їх не обов'язково.
Гравець також може знайти різні підсилення: пухнасті капці для зменшення шуму від ходіння, беруші для зменшення шкоди від вибухів, вогнегасник для захисту від опіку. Зазвичай спорядження знаходиться у важкодоступних місцях.
На початку місії гравець обирає зброю, шпигунські пристрої та підсилення. Деякі предмети з інформацією та спорядження не можна зібрати під час першого проходження, оскільки необхідні гаджети для їх отримання розблокуються лише пізніше. Якщо гравець хоче зібрати все, то йому доведеться повторити місію з відповідним спорядженням.
Наприкінці кожної місії відображається різноманітна статистика, нараховуються нагороди та бонуси, зароблені під час виконання місії. Нагороди — жартівливі текстові відзнаки, які надаються гравцеві за виконання місії без ушкодження, за використання дуже малої чи дуже великої кількості куль тощо. Гравець також отримує ранг, від «Стажиста» до «Супершпигуна», що залежить від кількості отриманих предметів у місії. При високому результаті збільшується максимальне здоров'я, броня та боєприпаси гравця, скритність, завдана шкода ворогам і точність пострілів.
У відеогру можна грати через онлайн або локальну мережу. Доступно два багатокористувацькі режими: стандартний смертельний поєдинок і «HARM проти UNITY». Останній — режим командного смертельного поєдинку, де необхідно знайти та сфотографувати найбільше предметів.

## Персонажі
- Агент Кейт Арчер — Протагоніст гри. Молода харизматична шпигунка. Працює на організацію UNITY. Народилась в сім'ї аристократів. Батько покінчив життя самогубством. Довгий час займалась крадіжками, поки її кращий друг, Бруно Лорі не залучив дівчину до шпигунської діяльності. Позивний — Foxhound(як порода мисливських собак). Місце народження Глазго, Шотландія.
- Агент Бруно Лорі — Найкращий друг Кейт, який залучив її до шпигунської діяльності. На початку гри зімітував свою смерть задля викриття зрадника всередині організації.
- Дмитро Волков — один із основних антагоністів гри. Колишній агент КДБ, СМЕРШ, а також Гестапо. Геній з шахів. Має схильності до садизму. Виконавчий директор H.A.R.M. Колись йому відстрелив око Бруно Лорі. Під час перестрілки з Кейт впав у глибоку яму після розколу льодовика. Псевдонім — Дамаскус Валентин.
- Містер Джонс — Директор UNITY. Брав участь у Другій Світовій Війні. Достатньо розумний чоловік похилого віку. Видає завдання Кейт.
- Містер Сміт — Заступник Джонса. Нещодавно переведений з оперативної на адміністративну посаду в організації, через що відчуває себе принижено. Ставиться до компетентності Кейт скептично. Наприкінці гри виявляється подвійним агентом H.A.R.M. Застрелений Кейт у фіналі.
- Томас Гудмен/Мелвін Бліцні — другий напарник Кейт після «смерті» Бруно. Був приставлений за нею як наставник після декількох невдалих для Кейт завдань. В середині гри його вбиває Волков, однак наприкінці виявляється, що Том живий і є зрадником. Справжнє ім'я Мелвін Бліцні. Довгий час працював продавцем пилосмоків у Огайо, поки не зустрів Містера Сміта, який завербував його і перетворив на Тома Гудмена (справжнього Тома було вбито у Амстердамі). Застрелений Кейт у фіналі.
- Сержант Магнус Армстронг — Працює на H.A.R.M. Не надто розумний, кремезний чоловік, співвітчизник Кейт. Під час війни прославився тим, що підірвав міст лише за допомогою саперної лопатки. Має пристрасть до алкоголю та бійок. Мав декілька можливостей вбити Кейт, але через те, що в нього та агента Арчер спільна батьківщина, Шотландія, цього не робить. Має поняття про честь та власні принципи. В кінці гри залишає H.A.R.M.
- Інга Вагнер — одна з найманців H.A.R.M. Можливо, має родинні зв'язки з відомим композитором Ріхардом Вагнером. Має жахливий голос, та абсолютну відсутність музичного слуху, що не заважає їй співати у власному клубі «Das einsame Valkyre» у Гамбурзі. Працює на пару за Армстронгом. Кейт вбиває її на будівництві офісу барона Думас.
- Барон Арчібальд Думас — аристократ, крупний магнат. Має пристрасть до полювання. На його гроші та, напевно, без його відома й була організована H.A.R.M.
- Фелісіті Фарнсворт/Думас — дружина барона Думаса. В дитинстві її батько покінчив життя самогубством — преса викрила його схильність до педофілії. Залишив сім'ю в боргах, через що пішла з життя і її мати. Має єдине бажання помсти за родину. Створила H.A.R.M і є її керівником.
- Морріс Монро — Посол Сполучених Штатів у Марокко. Глухий та короткозорий. Кейт має захищати його від кілерів. Вбитий Дмитром Волковим на початку гри.
- Доктор Санта — спеціаліст з гаджетів UNITY.
- Доктор Отто Шенкер — біофізик з НДР. Працював над створенням біологічної зброї на Радянський Союз. Виявив бажання перебігти на Захід, проте був схоплений H.A.R.M. та згодом знову врятований Кейт з дослідницького комплексу у штаті Вашингтон.
- Вернер фон Хаупт — один з багатьох агентів UNITY.

## Виборництво

### Розробка
1998 року розпочалася робота над «The Operative: No One Lives Forever» після випуску попередньої гри компанії Monolith Productions, «Shogo: Mobile Armor Division». Геймдизайнер Крейг Габбард, який працював над «Shogo» та NOLF, висловив думку, що, хоча «Shogo» мала критичний успіх, вона не досягла початкових цілей команди. Він зазначив, що «Shogo» стала нагадуванням про небезпеки надмірного оптимізму та неконтрольованих амбіцій, що спіткали невелику команду розробників.
Команда NOLF, що складалася приблизно з 18 осіб, вирішила не повторювати минулих помилок у наступній грі. Габбард описав тиск на Monolith, вказуючи, що вони «все ще намагалися позбутися клейма» своєї гри 1998 року «Blood II: The Chosen», яку вони випустили передчасно, тому гра мала багато багів та була недопрацьованою. Тому підписання контракту з видавцем для Monolith стало дуже складним завданням. Розробка тривала місяцями. Проєкт схвалювали різні видавці чотири рази, перш ніж вдалося підписати угоду з одним з них. Протягом цього довгого періоду пошуку видавця NOLF постійно змінювалася, щоб догодити потенційним продюсерам та маркетинговим відділам. Гра починалася як місійний, натхненний аніме, парамілітарний екшн-трилер, задуманий як духовний спадкоємець «Shogo», а перетворилася на шпигунську пригоду у стилі 60-х років у традиції фільмів «Our Man Flint» та багатьох інших шпигунських фільмів і шоу тієї доби.
Остаточний сюжет команда NOLF обрала після обговорення з Fox Interactive. Частина початкової концепції «парамілітарного екшн-трилера» еволюціонувала в F.E.A.R., випущену аж 2005 року. Продюсер відеогри від Monolith, Саманта Раян, сказала, що перед підписанням угоди був період, коли Monolith залишалося два тижні до закриття. 24 серпня 1990 року Джейс Голл уклав угоду з Fox Interactive, що фактично врятувала компанію.
Після підписання контракту з Fox команда змогла скласти план, який став точкою відліку під час кожного аспекту розробки гри. Габбард пояснив мету команди: «Нашою головною метою є створення у гравця відчуття, що він герой шпигунського фільму 60-х років. Ми склали список характеристик, які, на нашу думку, необхідні для досягнення нашої мети. Гра повинна мати глибокий сюжет з поворотами та несподіванками в дусі 'Charade' або 'Where Eagles Dare'. У ній повинен бути запеклий компетентний герой та група зневажливих лиходіїв. Герой матиме доступ до вражаючого арсеналу зброї та гаджетів, гідних 'Our Man Flint', 'Danger: Diabolik' або 'Get Smart'. У грі мають бути незабутні, смертельно небезпечні ситуації, можливості для стелсу та відкритої дії, а також різноманітні екзотичні місця для дослідження. Нарешті, кожен аспект презентації повинен переконливо викликати захоплення».
На ранній стадії розробки головний герой гри був чоловіком. Після неодноразового порівняння у пресі з відеоіграми про Джеймса Бонда, гра була анонсована на конференції E3 у 1999 році. Хоча на той момент, як описано в місійному плані вище, гра вже мала бути шпигунським шутером, дія якого відбувається у 1960-х роках, версія, що була презентована пресі, мала багато відмінностей від фінального продукту з точки зору персонажів, сюжету та налаштувань.
Спочатку головний герой гри був чоловіком на ім'я Адам Черч, який працював на MI0, «Найсекретнішу службу Її Величності». Однак багато фінальних ігрових та сюжетних елементів вже були присутні у цій ранній версії гри: організація H.A.R.M., втеча східнонімецького біофізика для отримання інформації про секретну радянську програму озброєнь, наявність гумору в грі, деякі локації, такі як затонуле вантажне судно, використання гаджетів, таких як валіза з ракетною установкою.
До липня 1999 року Monolith вирішила ввести багато суттєвих змін у гру. Головною причиною тому було те, що преса несподівано почала порівнювати гру з іграми про Джеймса Бонда, такими як «GoldenEye 007» (1997). Габбард зазначив, що їх наміром було створити шпигунську гру 60-х років, і що вони не хотіли створювати гру у стилі Бонда, тому після таких порівнянь команда вирішила трохи змінити концепцію. Вони хотіли відійти від аналогій із Бондом, тому змінили головного персонажа та передісторію значною мірою.
Як результат, у фінальній версії гри гравець контролює жіночого персонажа, Кейт Арчер, яка працює на організацію UNITY. Зміна головного героя на жінку не лише допомогла відійти від франшизи Бонда, але й дозволила створити «більш цікаві драматичні можливості», а список гаджетів став набагато більш візуально цікавим. Габбард зазначив, що перед зміною на жіночого головного героя, він боровся з тим, щоб відрізнити чоловічого персонажа від усіх інших чоловічих супер-шпигунів тієї епохи — надзвичайно гарних, розумних, винахідливих і так далі. Але жінка з тими ж характеристиками відразу виділялася через соціальний клімат того часу. Незалежно від того, наскільки кваліфікована вона була б, їй довелося б долати серйозні бар'єри, щоб отримати шанс довести себе. І якщо щось не йшло б гладко на місії, вона отримувала б більше критики, ніж заслужила.

### Технологія
«No One Lives Forever» використовує ігровий рушій LithTech, який спочатку був розроблений компанією Monolith, а пізніше її дочірньою компанією LithTech, Inc. (пізніше відомою як Touchdown Entertainment). Гра базується на версії LithTech 2.5 (перша гра, що використала цю версію), з багатьма користувацькими доповненнями та модифікаціями для підтримки дизайну гри, таких як підтримка транспортних засобів. За словами творців гри, персонажі в NOLF були створені з більшої кількості полігонів, ніж будь-яка інша екшн-гра для ПК того часу, причому модель Кейт Арчер містила приблизно 1700 полігонів.
Штучний інтелект (ШІ) в NOLF був передовим на момент виходу гри. Вороги ШІ можуть реагувати на одинадцять різних стимулів, зокрема звук кроків гравця або вистрілів зброї, сліди гравця на снігу або крик болю союзника. ШІ може спробувати розслідувати джерело цих стимулів, наприклад, слідуючи за слідами, і може вмикати сигналізацію або викликати підкріплення. Під час бою ШІ знаходить укриття, і, до певної міри, може використовувати своє оточення для захисту, наприклад, перевертаючи стіл і ховаючись за ним. Після покращення технології ШІ у своїх наступних іграх Monolith порівняла те, як ШІ в NOLF випадково ховаються за укриттям, з тиром. Групи охоронців ШІ використовують групову логіку при розслідуванні та боротьбі з гравцем. Наприклад, один охоронець може почати стріляти в гравця, тоді як інший біжить і викликає підкріплення. ШІ в грі включає дружніх і ворожих людей, а також собак, акул і вертольоти.

## Дизайн
У сфері відеоігор Monolith надихалася низкою стелс/екшн-ігор, таких як Metal Gear Solid (1998), Tenchu: Stealth Assassins (1998), Syphon Filter (1999) та GoldenEye 007 (1997), оскільки команда була «зацікавлена в поєднанні стелсу та екшну, а не в зосередженні лише на одному з них». Оригінальна версія стелс-ігри Castle Wolfenstein 1981 року також була вказана як впливова.
Тематику The Operative: No One Lives Forever надихнули переважно шпигунські фільми, романи та телевізійні шоу 1960-х років, а також історичні джерела. Коли було вирішено, що NOLF стане грою про шпигунів 1960-х, головний дизайнер Крейг Хаббард почав занурюватися в цю тему, щоб «розвинути деяку обізнаність» у ній . Як він пояснив, він «був великим шанувальником ранніх фільмів про Бонда, але мало знав про весь цей шпигунський ажіотаж. Тож я дивився фільми про Дерека Флінта [Our Man Flint, In Like Flint], Модесті Блейз, Метта Хелма, Danger: Diabolik, Avengers — усе, що міг знайти». Іншими джерелами натхнення були книги, такі як «Шпигун, який прийшов з холоду», телевізійні шоу, такі як «Святий», фільми «Рожева пантера», фільми про командос, такі як «Гармати острова Наварон», а також «безліч історичних джерел, які охоплюють все — від книг і документальних фільмів про шпигунську торгівлю до каталогів моди та книг з інтер'єрного дизайну». Сюжетна лінія про біологічні вибухівки була заснована на фільмі «Казино Рояль» 1967 року. За словами Хаббарда, «ідея полягала в тому, щоб створити гру, яка змусила б вас почуватися супершпигуном, тому ми намагалися придумати ситуації, персонажів і налаштування, що виконували б цю мету». Під час гри гравець може чути явні посилання на популярну культуру, включаючи телесеріали «В'язень» і «Втікач», фільми про Метта Хелма «Сайлентери» та «Амбушери», а також музикантів-екзотиків Леса Бакстера і Сонді Содсай. Інші розмови натякають на значні події того часу, такі як роки студійної діяльності The Beatles та комерційний провал автомобіля Edsel.
Гумор відіграє важливу роль у No One Lives Forever. Як пояснив Хаббард, мета гри — «змусити вас сміятися, але не за рахунок забезпечення ширшого, більш задовільного емоційного досвіду, ніж дозволяє пародія, щоб навіть якщо ви не засмієтеся жодного разу, ви все одно могли б насолоджуватися грою. У своїй основі NOLF є екшн/пригодницькою/шпигунською грою з щедрою дозою гумору». Гумор подається переважно через візуальні жарти, підслухані розмови, текстові розвідувальні елементи та катсцени. Гумор включає «ситуаційний гумор і навіть трохи абсурду та туалетного гумору для повної картини. Деякі жарти тонкі, деякі — ні». Назви вигаданих організацій UNITY, H.A.R.M. та інших, згаданих у грі, слідують формулі шпигунського жанру з використанням штучних акронімів для організацій. Що насправді означає H.A.R.M., ніколи не розкривається, і спекуляції щодо його істинного значення використовуються як повторюваний жарт у продовженні гри.
Щодо порівнянь між грою та серією фільмів «Остін Паверс», Хаббард неодноразово зазначав, що, на відміну від «Остіна Паверса», No One Lives Forever не є пародією на шпигунський жанр. Порівнюючи джерело гумору в обох серіях, Хаббард зазначив, що хоча гра «кемпінгова та дурнувата, […] підґрунтя її сюжету межує з апокаліптичним. Ця дихотомія в тоні призводить до зовсім іншого стилю гумору, ніж у пародії, де все сприймається з жартівливою легкістю і ніхто, включаючи персонажів, не ставиться до цього серйозно».